# Skipness Castle

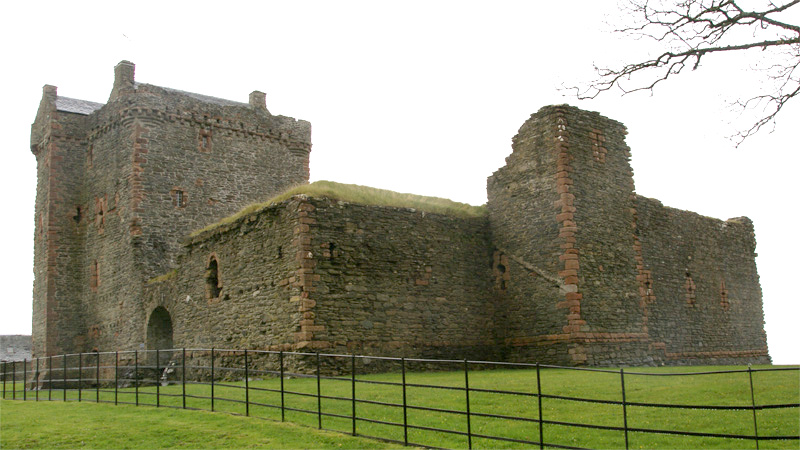
Skipness Castle vanuit het noordwesten met links de zestiende-eeuwse woontoren van de Campbells en rechts de latrine-toren.

Skipness Castle is een dertiende-eeuws kasteel met een zestiende-eeuwse donjon, gelegen bij Skipness op het schiereiland Kintyre in de Schotse regio Argyll and Bute.
Het kasteel werd gebouwd door de MacSweens, die de Noren steunden. Na de Slag bij Largs in 1263 kwam het kasteel in de handen van de MacDonalds die in de Schotse onafhankelijkheidsoorlogen eerst vochten voor de Engelsen en zich pas later aansloten bij de Schotten. Eind vijftiende eeuw verloren de MacDonalds hun machtspositie; het kasteel ging naar de Campbells, graven van Argyll. Eind zestiende eeuw werd het kasteel verlaten.

## Geschiedenis

### MacSween
Skipness Castle werd gebouwd in de vroege dertiende eeuw. Argyll werd geregeerd door Noorwegen. De bouwer was Sven de Rode (Suibhne of Sven the Red), de stichter van de clan MacSween, of diens zoon Dugald. Dit was niet de belangrijkste residentie van de MacSweens; hun hoofdzetel was Castle Sween, dat Sven de Rode had gebouwd vóór 1200. De MacSweens bouwden ook Lochranza Castle op Arran. Met Skipness Castle en Lochranza Castle beheersten de MacSweens Kilbrannan Sound.
Het keerpunt waarop de macht van Noorwegen werd gebroken was de Slag bij Largs in 1263 waar Haakon IV van Noorwegen werd verslagen en zich terugtrok uit de Hebriden. Hij overleed op Orkney en werd begraven in de St. Magnus Cathedral. Dit was tevens het einde van de macht van de MacSweens die Haakon hadden gesteund. Zij verloren hun machtspositie in Knapdale en Kintyre.

### MacDonald
Aan het eind van de dertiende eeuw was Skipness in handen van de MacDonalds van Islay en Kintyre. Schotland was in oorlog met Engeland en de MacDonalds steunden in eerste instantie de Engelsen, die hen hielpen tegen de MacDougals van Lorn. Zij breidden Skipness Castle uit, waarschijnlijk met de hulp van de Engelsen. Zij bouwden onder andere de grote muur om het kasteel.
In 1476 ontnam de kroon de macht van John MacDonald, Heer van de Eilanden. In 1493 eindigde de macht van de MacDonalds. Alle eigendommen inclusief Skipness Castle werden door de kroon in beslag genomen.

### Campbell
Het kasteel kwam in 1503 in handen van de Campbells, graven van Argyll. In 1511 was Archibald Campbell, tweede graaf van Argyll de beheerder. De Campbells bouwden in de zestiende eeuw een woontoren in de noordoostelijke hoek van het kasteel. In 1702 stierf Walter Campbell, die had weten te voorkomen dat het kasteel werd neergehaald op bevel van de kroon nadat in 1685 de graaf van Argyll in opstand was gekomen. In de achttiende eeuw bouwden de Campbells van Skipness een nieuwe residentie nabij het kasteel. De gebouwen op de binnenplaats werden verwijderd omdat het kasteel in gebruik werd genomen als boerderij. In de woontoren werden nog wel arbeiders gehuisvest. In 1867 verkochten de Campbells van Skipness het kasteel wegens geldgebrek. In 1898 werden de boerderijgebouwen die waren opgetrokken in en rond het kasteel verwijderd.

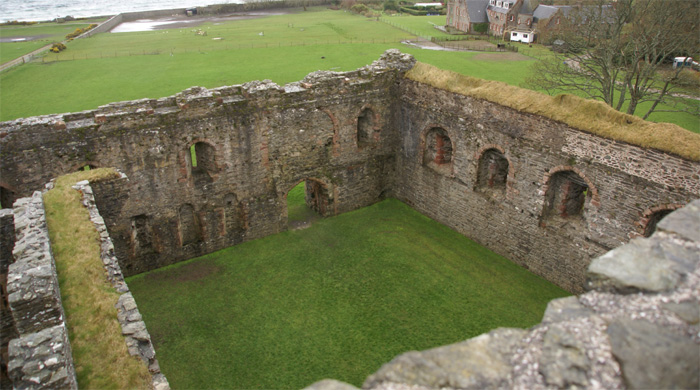
Zicht op de binnenplaats met centraal de poort in de zuidelijke muur waar oorspronkelijk St Columba's Chapel lag.

## Bouw
Skipness Castle werd in de vroege dertiende eeuw gebouwd als een twee verdiepingen tellende woontoren met een aparte kapel gewijd aan Sint-Columba. Er omheen bevond zich een stenen muur.
In de late dertiende eeuw verbouwden de MacDonalds het kasteel drastisch. Het kasteel werd opgetrokken uit grijze mica-schist en rode zandsteen. De MacDonalds bouwden een nieuwe kapel aan de kust, die bekend werd als Skipness Chapel of Kilbrannan Chapel. St Columba's Chapel werd opgenomen in het grotere kasteel. Enkel de zuidmuur van de kapel is overgebleven. Zij bouwden een grote en stevige ommuring van zo'n 1,2 meter dik voorzien van kruisvormige sleuven, waardoor pijlen geschoten konden worden, en van een borstwering, die het boogschutters mogelijk maakte aanvallers van bovenaf te beschieten. De ommuring omsloot een terrein van zo'n 24,7 bij 36,6 meter. Binnen de muren werden torens gebouwd aan de zuidoostelijke en noordoostelijke zijde. Aan de westzijde werd een latrine-toren gebouwd. Een toegang werd gebouwd in de zuidmuur, die gericht was op de kust. De 61 centimeter uitstekende poorttoren was voorzien van een valhek. De poort is 2,7 meter breed en de ingang is 2,9 meter lang. Delen van de muren van de oude woontoren werden opgenomen in het noordelijke deel van het kasteel. In de oostmuur bevond zich een kleinere poort.
In de zestiende eeuw bouwden de Campbells in de noordoostelijke hoek van de binnenplaats een nieuwe donjon, waarvoor de gebouwen van de oostvleugel werden verwijderd. De twee onderste verdiepingen stammen uit 1300, de twee bovenste verdiepingen waren nieuw. De toren heeft een borstwering. Deze donjon verving de behuizing in de zuidvleugel. De latrine-toren in de westelijke muur werd omgebouwd tot een duiventil.
In de achttiende of negentiende eeuw werd in het midden van de noordmuur een ingang toegevoegd.

## Beheer
Skipness Castle wordt sinds 1933 beheerd door Historic Scotland.